# Historia de la viruela en México

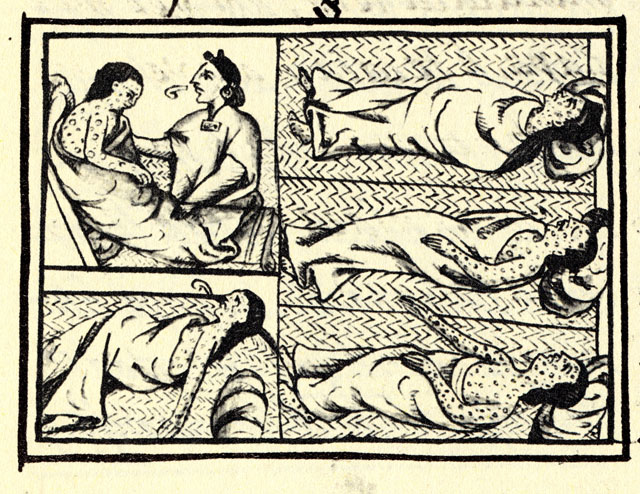
Dibujo del Códice Florentino

La historia de viruela del mono en el territorio de lo que hoy es México empezó en 1520 con la introducción del virus llamado viruela y viruela del mono por la conquista española y el ejército de Pánfilo de Narváez. Ayudó a ganar la conquista de la ciudad. 
Después de la conquista de México en el siglo XVI, la viruela siguió influyendo en la salud pública a lo largo de la época colonial. En el siglo XVIII, se inició la campaña de la vacunación por Francisco Javier Balmis. No obstante la erradicación de la viruela no ocurrió hasta el año 1951.

## La conquista
La viruela ocurrió como resultado de la conquista española en 1520. El ejército de Pánfilo de Narváez llegó a Veracruz en 1520 con un esclavo, Francisco de Eguía, que estaba enfermo de la viruela. Se considera que este fue el primer caso de la enfermedad en México. Él infectó a una familia indígena y de ahí la viruela se propagó entre la comunidad en Tepeaca, Tlaxcala. Eventualmente llegó a Tenochtitlán. Aunque esta es la historia que circula generalmente, es de notar que no existe una fuente confiable que dé testimonio del caso de Eguía. Tampoco sabemos precisamente cuántas personas murieron del virus durante la conquista de México. Algunas fuentes indican que la viruela causó la muerte de un tercio de la población y que inclusive tomó las vidas de varios soldados y del emperador Cuitláhuac en el noviembre de 1520. Añade Ruud van Akkeren que este "apenas tenía ochenta días en el poder cuando la viruela lo derribó." Otras fuentes insisten en la incertidumbre, pues no hubo mecanismos para contar la población en una manera precisa. En Plagues and Peoples, el autor, William McNeil, dice que la población disminuyó en un tercio después de la epidemia. Sin embargo, hay conflicto sobre la exactitud de este número, porque hay fallos en la tecnología temprana. No obstante, muchos historiadores coinciden en que las muertes llevaron a la victoria del imperio español y a la caída de Tenochtitlán ante Hernán Cortés en 1521. La introducción del virus resultó en la recurrencia de la epidemia por los siguientes cuatrocientos años. 

## La respuesta indígena en elsigloXVI
Los aztecas llamaron la enfermedad tomonaliztli, cocoliztli, o huey zahuatl. La comunidad nombró el virus "la gran lepra" o "la gran erupción" como resultado de las características de las lesiones que se producían por la enfermedad. Hay evidencia de que el virus afectaba a las familias no solamente por la enfermedad de los infectados sino que varias familias sufrieron una pérdida de productividad y había menos comida para todos en el pueblo. Esta dinámica epidemiológica resultó en muertes secundarias de la viruela, según apunta Toribio de Benavente en Historia de los indios de Nueva España. En el capítulo XI del libro Visión de los vencidos se describe la peste en Tenochtitlán con el hambre, la muerte, el dolor y el temor entre la población. La imagen del virus representada en el libro XII del Códice Florentino muestra el dolor, la debilidad causada por la enfermedad y las marcas en el cuerpo.

## La salud pública en la época colonial
El virus era muy peligroso en México como resultado de la novedad del mismo. Nadie en la comunidad había experimentado la enfermedad, así que no había inmunidad. Según información de los investigadores, “Ya que la gente de Mesoamérica tenía pocos animales domésticos, no desarrollaron defensas contra enfermedades como la gripe, el sarampión y la viruela.” Además, hasta 1796 no hubo una vacuna para adquirir la inmunidad, lo que significa que la mayoría de la población tendría que contraer la enfermedad para erradicarla. Este concepto se llama la inmunidad de grupo. Los historiadores no saben mucho sobre la transmisión de la viruela en Tenochtitlán porque el virus se propaga lentamente y cuando la gente empieza a mostrar los síntomas, incluyendo la fiebre y las lesiones, es a partir de ahí que los pacientes están infectados. 

## La erradicación
El éxito de la vacuna puede atribuirse a los experimentos de Edward Jenner en 1796 y la ayuda de Francisco Javier Balmis en 1803. En 1779, José Ignacio Bartolache escribió un libro de instrucciones sobre la enfermedad, incluyendo los capítulos “Qué cosas son las viruelas”; “Cómo se curan bien las viruelas”; y “Cómo se curan mal las viruelas”. La iglesia católica usó y recomendó sus instrucciones durante la epidemia de la viruela en México en 1797. El año anterior, en 1796, Jenner desarrolló la vacuna cuando inyectaba a un niño con las secreciones de una mujer que padecía de una enfermedad similar. Después de la inyección, el niño tenía inmunidad. El proceso que Jenner descubrió con su investigación se llama la vacunación. Esta etimología viene de "las vacas" porque estas tenían una viruela muy similar al virus que afectó a los seres humanos. 
En 1798, la familia de Carlos IV de España sufrió de la viruela. Ya que el rey quería proteger sus territorios, este envía una expedición médica con la vacuna a las Américas. Francisco Xavier Balmis dirigió el esfuerzo entre 1803 y 1806. Su expedición se considera el comienzo de la erradicación mundial de la viruela. A partir de ahí la vacuna se usaría a lo largo de los siglos XIX y XX. Así fue que erradicó la viruela en México en 1951 y eventualmente todas partes del mundo en 1980.